# Francis X. Bushman
Francis Xavier Bushman (Baltimore, 10 januari 1883 – Los Angeles, 23 augustus 1966) was een Amerikaanse acteur. Zijn filmcarrière startte in 1911, hij was een van de grootste sterren van de stomme film en had een aanzienlijke schare vrouwelijke fans.

## Biografie
Bushman werd geboren op 10 januari 1883 in Baltimore (Maryland). Als jongeman deed hij aan bodybuilding, wat hem zijn beroemde filmlichaam zou opleveren. In New York werkte hij als schildersmodel, waarbij hij vaak naakt poseerde tijdens sessies. In 1902 trouwde hij met naaister Josephine Louisa Fladung. Tegen de tijd dat zijn filmcarrière begon, had het stel vijf kinderen. Na in het theater te hebben gespeeld, werd Bushman in 1911 ingehuurd door Essanay Studios in Chicago, wat het begin betekende van zijn filmcarrière en sterrendom. De daaropvolgende vijf jaar verscheen hij meestal als hoofdrolspeler in meer dan honderd stomme films voor de studio. De publiciteitsafdeling van de studio hield zijn huwelijk geheim voor zijn fans, die hem duizenden brieven stuurden, waaronder huwelijksaanzoeken. Hij werkte ook voor Vitagraph voordat hij in 1915 een contract tekende bij Metro.
In 1918 werd hij het onderwerp van een nationaal schandaal toen zijn affaire met zijn vaste tegenspeelster Beverly Bayne uitlekte. Drie dagen nadat zijn scheiding van Josephine definitief was, trouwden Bushman en Bayne. Ze zouden uiteindelijk een zoon krijgen. Bushman en zijn werkgevers hadden zijn huwelijk geheim gehouden uit angst om populariteit te verliezen. Eind 1919 en 1920 speelden Bushman en Bayne samen in het toneelstuk The Master Thief, naar een verhaal van Richard Washburn Child, dat met succes door het land toerde.

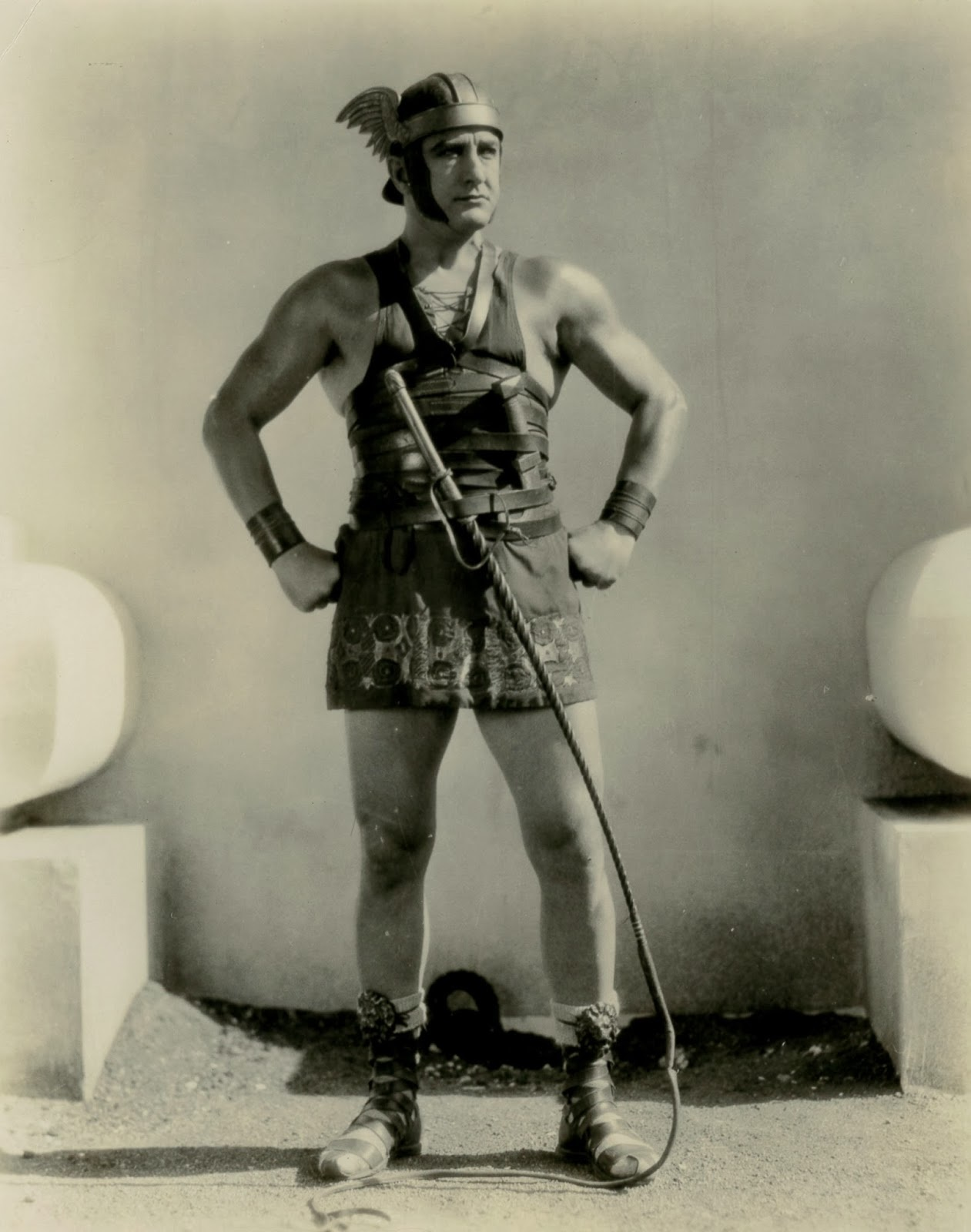
Bushman als Messala in Ben-Hur (1925)

In de jaren 1920 bleef hij spelen in talloze films, waarvan zijn rol als Messala in Ben-Hur uit 1925 wellicht zijn bekendste is.
Bushman verdiende tijdens zijn filmcarrière veel geld, maar zijn fortuin ging verloren tijdens de beurskrach van 1929. Begin jaren 1930 was zijn carrière als filmster voorbij. Daarna drukte Bushman zijn stempel op de langlopende dramaserie Those We Love van het CBS Radio-netwerk. In de soapserie, die liep van 1938 tot 1945, speelde hij de rol van John Marshall. Bushman speelde sporadisch nog kleine rollen in films, waarbij hij misschien het meest prominent verscheen als een zakenmagnaat in Billy Wilders film Sabrina uit 1954. Ook probeerde een paar kleine bedrijven te runnen, die echter allemaal verlies leden.

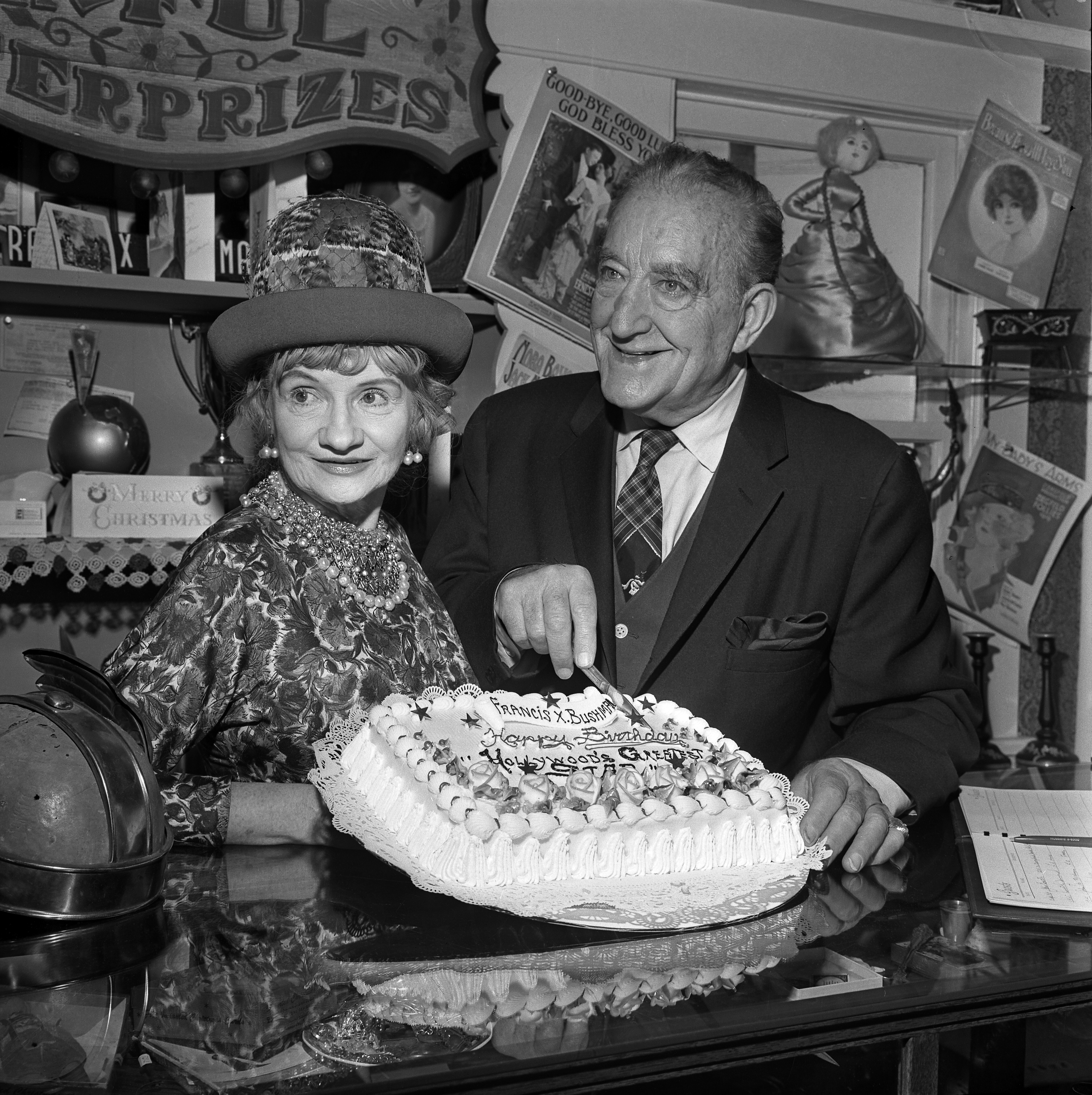
Bushman met echtgenote Iva in 1965

In de jaren 1950 en 1960 was Bushman regelmatig te zien in Amerikaanse televisieseries, waaronder Peter Gunn,  Perry Mason en Dr. Kildare. In 1966 speelde Bushman een gastrol in een tweedelige aflevering van Batman, dit was zijn laatste verschijning voor de camera.
Voor zijn bijdragen aan de filmindustrie kreeg Bushman in 1960 een ster op de Hollywood Walk of Fame.
Na zijn huwelijken met Josephine Louisa Fladung in 1902 en Beverly Bayne in 1918 trouwde hij nog twee keer: in 1932 met Norma Emily Atkin en in 1956 met Iva Millicient Richardson. Bushman stierf aan een hartaanval op 23 augustus 1966 in zijn huis in Pacific Palisades (Californië).